# Epitoxus breviusculus
Epitoxus breviusculus är en skalbaggsart som först beskrevs av Fahraeus in Boheman 1851.  Epitoxus breviusculus ingår i släktet Epitoxus och familjen stumpbaggar. Inga underarter finns listade i Catalogue of Life.